# Seehaus (Markt Nordheim)
Seehaus  (fränkisch ebenfalls Seehaus) ist ein Gemeindeteil des Marktes Markt Nordheim im Landkreis Neustadt an der Aisch-Bad Windsheim (Mittelfranken, Bayern). Seehaus liegt in der Gemarkung Markt Nordheim.

## Geographie
Die ehemalige Einöde – ursprünglich nur aus einem Schloss und einem Gutshof bestehend – liegt unmittelbar südöstlich von Markt Nordheim.

## Geschichte
Der Ort wurde 1382 als „ym See“ erstmals erwähnt. Seehaus war Sitz eines Schwarzenbergischen Vogteiamtes. Diesem unterstanden Ermetzhofen, Herbolzheim, Krassolzheim, Krautostheim, Nordheim, Ulsenheim, Weigenheim.
Mit dem Gemeindeedikt (frühes 19. Jahrhundert) wurde Seehaus dem Steuerdistrikt und der Ruralgemeinde Nordheim zugeordnet.

### Baudenkmäler
- Schloss Seehaus[11]
- Gutshof mit Wohnstallhaus und Scheune[11]

### Einwohnerentwicklung
| Jahr      | 001818 | 001836 | 001840 | 001861 | 001871 | 001885 | 001900 | 001925 | 001950 | 001961 | 001970 | 001987 |
| Einwohner | 34     | 20     | 20     | *      | 25     | 24     | 20     | 32     | 49     | 27     | 32     | 2      |
| Häuser    | 6      | 5      | 5      |        |        | 6      | 5      | 5      | 5      | 6      |        | 1      |
| Quelle    | [ 8 ]  | [ 13 ] | [ 14 ] | [ 15 ] | [ 16 ] | [ 17 ] | [ 18 ] | [ 19 ] | [ 20 ] | [ 21 ] | [ 22 ] | [ 1 ]  |

## Religion
Seehaus ist seit der Reformation evangelisch-lutherisch geprägt und bis heute nach St. Georg (Markt Nordheim) gepfarrt.